# Марк Егнаций Марцелин
Марк Егнаций Марцелин (на латински: Marcus Egnatius Marcellinus) e политик и сенатор на Римската империя през края на 1 и началото на 2 век.
През 116 г. той е суфектконсул заедно с Тиберий Юлий Секунд.
Той е роднина на Марк Егнаций Постум (суфекткконсул 183 г.) и на философа Авъл Егнаций Присцилиан.